# TOPIX
Tokyo Stock Price Index (東証株価指数?), ou apenas TOPIX é um Índice de bolsa de valores japonês para empresas domésticas de primeira seção, calculada pela Tokyo Stock Exchange (TSE). Estimou-se em 2011 que o valor de todas as companhias giram em torno de ¥197.4 trilhões (em ienes).